# Rakitan
Rakitan je nenaseljeni otočić u hrvatskom dijelu Jadranskog mora.
Njegova površina iznosi 0,115 km². Dužina obalne crte iznosi 1,33 km.